# Dineutus emarginatus
Dineutus emarginatus är en skalbaggsart som beskrevs av Thomas Say 1823. Dineutus emarginatus ingår i släktet Dineutus och familjen virvelbaggar.

## Underarter
Arten delas in i följande underarter:
- D. e. emarginatus
- D. e. floridensis
- D. e. mutchleri